# 신주쿠 아이랜드타워
신주쿠 아이랜드타워(Shinjuku i-Land tower, 新宿アイランドタワー)는 일본 도쿄도 신주쿠에 있는 고층 건물이다. 지상 44층 높이 189m의 건물로 흰색을 기본으로 한 청록색 유리가 특징이다. 전차남의 촬영지이기도 하다.

## 같이 보기
- 일본의 마천루 목록
- 도쿄도의 마천루 목록